# Eugenio Serrano de Casanova
Eugenio Rufino Serrano de Casanova (Neda, La Coruña, 1841-Barcelona, 1920) fue un empresario español, conocido por ser el impulsor de la Exposición Universal de Barcelona de 1888.

## Biografía

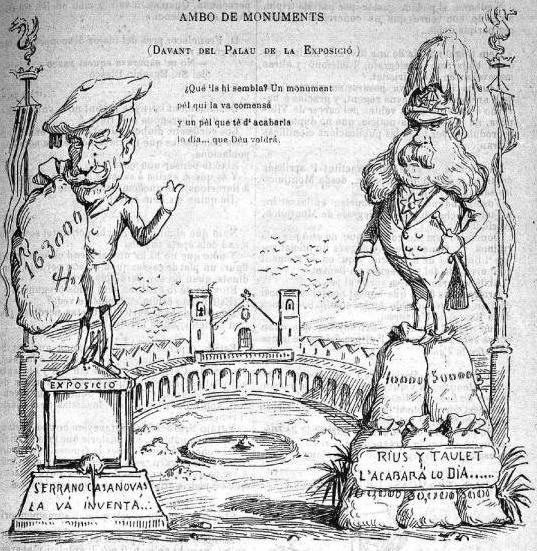
Caricatura de Serrano de Casanova y Francesc de Paula Rius i Taulet.

Nacido en el municipio coruñés de Neda, participó en la tercera guerra carlista del bando de los carlistas. Fue escritor, periodista y crítico de varias exposiciones europeas. Tras viajar por Europa se estableció en París, donde publicó guías para turistas.

### Exposición de Barcelona
Habituado a llevar turistas a las exposiciones que en aquel tiempo se hacían en Europa, alberga la idea de llevar este tipo de eventos a España; la ciudad elegida es Barcelona por situarse cerca de la frontera y ser así más fácil la visita de los turistas europeos.
Afincado en Barcelona crea una junta para desarrollar el proyecto. Así, el 11 de marzo de 1885, Eugenio R. Serrano de Casanova ofrece un convenio al Ayuntamiento de Barcelona por el que se ofrece a organizar, sin subvenciones, una exposición a cambio de la cesión gratuita de un solar de 200.000 m² durante el periodo del certamen y de los derechos de explotación. El ayuntamiento se mostró interesado. Por lo que el 9 de junio el ayuntamiento firma con Serrano un acuerdo.
El proyecto se revela demasiado grande e importante para las fuerzas de Serrano por lo que en abril de 1887 el ayuntamiento le obligó a renunciar a la concesión a cambio de una indemnización por las obras realizadas. El ayuntamiento asumió entonces la realización del proyecto en una carrera contrarreloj para ultimar la exposición que se inauguró en mayo de 1888.